# Ponette
Ponette es una película dramática francesa de 1996 dirigida por Jacques Doillon.

## Argumento
La madre de Ponette muere en un accidente automovilístico, al que la propia Ponette sobrevive con solo un brazo fracturado. Tras la muerte de su madre, el padre de Ponette (Xavier Beauvois) deja a la niña de cuatro años con su tía Claire (Claire Nebout) y sus primos Matiaz (Matiaz Bureau Caton) y Delphine (Delphine Schiltz). Ponette y sus primos son enviados a un internado. Allí, la pérdida de su madre se vuelve aún más dura y dolorosa cuando se burlan de ella en el patio de recreo por no tener madre. Ponette se vuelve cada vez más retraída y pasa la mayor parte del tiempo esperando que su madre regrese ya que ella no asimila la muerte de ésta. Cuando la espera sola, Ponette solicita la ayuda de su amiga de la escuela, Ada (Léopoldine Serre), para que la ayude a convertirse en una "hija de Dios" y, con suerte, convencer a Dios de que devuelva a su madre, en vano.
Al final, Ponette visita un cementerio y llora por su madre, quien de repente aparece para consolarla y pedirle que viva su vida y no esté triste todo el tiempo. Su madre (interpretada por Marie Trintignant) dice que no puede volver, por lo que Ponette debe seguir adelante y ser feliz con su padre. Luego parece que su mamá le regala un suéter que ella no trajo al cementerio, y su papá comenta al verla que "hace tiempo que no veo ese suéter".

## Reparto
- Victoire Thivisol como Ponette
- Delphine Schiltz como Delphine
- Matiaz Bureau Caton como Matiaz
- Léopoldine Serre como Ada
- Marie Trintignant como Madre
- Xavier Beauvois como Padre
- Claire Nebout como Tio Claire